# Wladimir Iwanowitsch Sawtschenko
Wladimir Iwanowitsch Sawtschenko (russisch Владимир Иванович Савченко, ukrainisch Володимир Іванович Савченко Wolodymyr Iwanowytsch Sawtschenko; geboren am 15. Februar 1933 in Poltawa, UdSSR; gestorben am 19. Januar 2005 in Kiew, Ukraine) war ein sowjetisch-ukrainischer Science-Fiction-Autor.

## Leben
Sawtschenko studierte Physik am Energetischen Institut in Moskau und arbeitete anschließend als Elektronikingenieur im Bereich der Halbleitertechnik. Ab Ende der 1950er Jahre begann er Science-Fiction zu publizieren, 1960 erschienen zwei Bände mit gesammelten Erzählungen, darunter der Band Чёрные звёзды (zu deutsch: „Schwarze Sterne“) mit den Erzählungen Wo sind Sie, Iljin? und Professor Berns Auferstehen. 
Sawtschenko wird der Hard-SF zugerechnet, also der wissenschaftlich-technisch begründeten Science-Fiction. Das gilt auch für sein bekanntestes Werk, den 1967 erschienenen Roman Открытие себя, in deutscher Übersetzung als Das dreifache Ich, in der es um die Erschaffung eines Übermenschen geht.
2003 erhielt Sawtschenko den Aelita-Preis für sein Lebenswerk. 2005 ist er in Kiew im Alter von 71 Jahren gestorben.

## Bibliografie
Вселяне (Romanserie)
- Должность во Вселенной (1992)
- Время больших отрицаний (2015)

Romane
- Открытие себя (1967)
  - Deutsch: Das dreifache Ich. Volk und Welt, Berlin, 1979. Auch: Das dreifache Ich. Goldmann Science Fiction #23386, 1981, ISBN 3-442-23386-0.
- За перевалом (1984)
  - Deutsch: Hinter dem Paß. (Auszug) in: Buch und Kunst in der UdSSR, 1984, Heft 43
- Пятое путешествие Гулливера (1988)
- Должность во Вселенной (1992)
- Время больших отрицаний (2015)

Sammlungen
- Чёрные звёзды (1960)
- Назустріч зорям (1960)
- Алгоритм успеха (1983)
- Открытие себя (1983)
- Похитители сутей (1988)
- Retronauci (1989)
- Визит сдвинутой фазианки (1991)

Erzählungen
- Как фриц шубу нашёл (1943)
- Чёрные звёзды  [= Чорні зорі] (1958)
- Призрак времени  [= Привид часу] (1963)
- Алгоритм успеха (1964)
  - Deutsch: Der Algorithmus des Erfolgs. In: Barbara Antkowiak, Jutta Janke, Karl-Heinz Jähn, Hannelore Menke, Veronika Riedel, Hans Skirecki (Hrsg.): Der Fotograf des Unsichtbaren. Buchclub 65, 1979.
- Час таланта (1969)
- Тупик (1972)
- Испытание истиной (1973)
- Встречники (1980)
  - Deutsch: Der Gegenläufer. In: Hannelore Menke (Hrsg.): Der Traumsender. Volk und Welt, 1986.
- Похитители сутей (1988)
- Пятое измерение (1988)
- Пятое путешествие Гулливера (1988)

Kurzgeschichten
- Навстречу звёздам  [= Где вы, Ильин?; Ракета не отвечает] (1955)
  - Deutsch: Wo sind Sie, Iljin? In: Walter Ernsting (Hrsg.): Utopia Science Fiction Magazin, #6. Pabel, 1957. Auch als: Den Sternen entgegen. In: Den Sternen entgegen. Verlag Kultur und Fortschritt, Berlin 1958 (Kleine Jugendreihe, Jg. 9 (1958) Nr. 4, stark gekürzt und verändert). Auch als: Die Rakete antwortet nicht. In: Revue rund um die Welt, Jg. 10 (1959) Nr. 9.
- Пробуждение профессора Берна (1956)
  - Deutsch: Professor Berns Auferstehen. In: Der Bote aus dem All. Verlag für fremdsprachige Literatur (Wissenschaftliche Phantastik), 1960. Auch als: Erwachen im 20. Jahrtausend. In: Science Fiction 1: Wissenschaftlich-phantastische Erzählungen aus Rußland. Piper, 1963.
- Путешествие Вити Витькина (1956)
- Путешествие туда и обратно, или Сокровища загадочной планеты  [= Путешествие на Уран и обратно] (1957)
- Вторая экспедиция на Странную планету  [= Странная планета] (1959)
  - Deutsch: Die zweite Expedition zum Sonderbaren Planeten. In: Der unheimliche Fahrstuhl. Der Kinderbuchverlag Berlin, Berlin 1976.
- Жил-был мальчик (1969)
- Перепутанный (1980)
- С ним надо по-хорошему  [= З ним треба по-доброму] (1980)
- Сигналы с Земли  [= Сигнали з планети Земля] (1980)
- Визит сдвинутой фазианки (1991)

Sachliteratur
- Полупроводники на старте (1958)
- Технология и свойства микроэлектронных диодных матриц (1965)
- Шестнадцать новых формул физики и космологии (1992)